# Mereheadite
La mereheadite è un minerale scoperto nel 1998 nella cava di Merehead, Somerset, Inghilterra dalla quale ha preso il nome. Ha una struttura simile a quella della symesite.

## Morfologia
La mereheadite si presenta in aggregati policristallini costituiti da grani anedrali di dimensione fino a 2mm.

## Origine e giacitura
La mereheadite è stata trovata nelle vene di ossidi di manganese e ferro che tagliano il calcare dolomitico associato con mendipite, blixite, cerussite, idrocerussite e calcite.